# جوفروا ديدييه
جوفروا ديدييه هو محامي وسياسي فرنسي، ولد في 12 أبريل 1976 في بولون-بيانكور في فرنسا. نشط حزبياً في الاتحاد من أجل حركة شعبية. في انتخابات البرلمان الأوروبي 2019، انتخب عضو في البرلمان الأوروبي عن دائرة فرنسا لترشحه ضمن قائمة الجمهوريون، وقد انضم خلال فترته النيابية (2 يوليو 2019 – ) للكتلة البرلمانية كتلة حزب الشعب الأوروبي وفي انتخابات البرلمان الأوروبي 2014، انتخب عضو في البرلمان الأوروبي عن دائرة إيل دو فرانس ‏ لترشحه ضمن قائمة الاتحاد من أجل حركة شعبية، وقد انضم خلال فترته النيابية (1 يوليو 2014 – ) للكتلة البرلمانية كتلة حزب الشعب الأوروبي وانتخب عضو المجلس المحلي لإيل دو فرانس ‏ عن دائرة أوت دو سين وقد انضم خلال فترته النيابية ‏ (13 ديسمبر 2015 – ) للكتلة البرلمانية .

## وصلات خارجية
- الموقع الرسمي